# Kościół Chrystusa Miłosiernego w Krzykowie
Kościół Chrystusa Miłosiernego – rzymskokatolicki kościół filialny w Krzykowie. Świątynia należy do parafii św. Michała Archanioła, w dekanacie Namysłów zachód, archidiecezji wrocławskiej. 

## Historia kościoła
Budynek na kościół został zaadaptowany po dawnym magazynie PGR-u. W 2013 roku została odnowiona ściana zachodnia świątyni.